# Chuncheon
Chuncheon(pronunție în coreeană [tɕʰun.tɕʰʌn]) este cel mai populat oraș din provincia Gangwon, Coreea de Sud.